# Atanaric
Atanaric (?,? - Constantinoble, Imperi Romà d'Orient, 25 de gener de 381) va ser un guerrer i jutge o cabdill dels gots tervings entre el 365 al 380. El seu regnat es veié marcat per les lluites i guerres amb els romans, els huns, a causa de l'avenç d'aquests des de l'est, i les mateixes lluites internes entre els gots, principalment amb el seu rival Fritigern, a causa de la persecució indiscriminada duta a terme per Atanaric contra els gots convertits al cristianisme, que feu que els historiadors cristians posteriors no el tinguessin en bona consideració. El seu regnat fou reconegut pels visigots com l'inici del seu poble, per la qual cosa se'l considera el primer rei dels visigots.

## Orígens
Era membre d'un clan reial dels tervings, o almenys d'una de les famílies importants dins la tribu. No obstant això, no hi ha gaire informació respecte als seus orígens, i malgrat que es coneixen algunes de les accions del seu pare amb els romans, el nom d'aquest no ha arribat directament a nosaltres. Tanmateix, Herwig Wolfram exposa una teoria sobre la filiació d'Atanaric. Basant-se en la semblança dels noms, com succeeix en altres casos en els pobles germànics, Wolfram creu que un cabdill got anomenat Ariaric era l'avi d'Atanaric i el fill d'aquest, Aoric, fou el seu pare.
Una font llatina esmenta a un got anomenat Ariaric com a rex, el qual va lliurar al seu fill com a ostatge als romans per tal de confirmar un foedus el 332. Tenint en compte que la terminologia romana no era exacta en traduir els càrrecs gots, cal pensar que Ariaric era, tanmateix, una de les personalitat godes del moment, possiblement cap suprem militar en les guerres defensives contra els romans. D'altra banda, l'obra ostrogoda Origo esmenta un doble regnat entre Ariaric i Aoric, no obstant això, el sistema de regnat dual havia deixat de ser real en l'àmbit polític i era possiblement sols el manteniment d'un costum o tradició i aquest cabdillatge possiblement no era vitalici ni hereditari. En aquest context, Aoric hauria estat l'ostatge en mans de l'emperador romà a Constantinoble i, segons l'opinió de Wolfram, cresqué pensant que el món romà era un perill per a la supervivència de les tradicions i la manera d'entendre el món dels gots. Aquesta visió la transmetria al seu fill que tingué una visió política antiromana i intentant evitar tot contacte o possible intent de romanització. En aquest sentit, la semblança de les polítiques dutes a terme per Aoric i Atanaric, con la persecució de gots cristians, serveixen a Wolfram per sostenir la seva teoria.
La semblança dels noms també ha portat a Wolfram a relacionar a Ariaric, Aoric i Atanaric amb el rei visigot Alaric I, però no diu quina podria ser la possible relació de parentesc. Això implicaria que si Alaric pertanyia al llinatge dels Balts, si bé se'n desconeix l'ascendència, podrien incloure's en aquesta família, considerada extremadament antiga, i segons l'Origo, amb dret a governar tant com el tenien els Amals sobre els ostrogots, a Ariaric, Aoric i Atanaric.

## Joventut
La seva joventut va estar marcada per les tenses relacions dels gots, encapçalats pel seu pare, amb l'Imperi Romà d'Orient. Del context general, el 332 s'havia restablert formalment la pau entre gots i romans, que havien estat en una sèrie de guerres defensives en els anys anteriors, i es van mantenir com aliats i federats de l'imperi. Els gots van acceptar pagar un tribut anual als romans i l'enviament de tropes auxiliars sempre que es requerís.
El pare d'Atanaric va tenir diverses experiències diplomàtiques amb els romans durant el regnat de l'emperador Constantí que van resultar infructuoses. Segons Ammià Marcel·lí, el pare d'Atanaric va ordenar i feu jurar al seu fill que no posaria mai un peu sobre sòl romà. Malgrat la tensió, el pare d'Atanaric va ser homenatjat per Constantí a la capital imperial amb l'erecció d'una estàtua a les cambres exteriors de l'edifici de la Cúria. Com aquest cabdill got tingué una política antiromana, Herwig Wolfram ha utilitzat això també per donar suport a la seva teoria que el pare d'Atanaric fou Aoric, ostatge a Constantinoble probablement entre 332 i 337, any de mort de l'emperador, que després d'aquesta experiència cregué necessària evitar qualsevol contacte o influència dels romans per preservar el llegat got, una visió que després passaria al seu fill. No obstant això, els gots van tenir, de fet, generalment una relació cordial amb els romans, van combatre al seu costat contra Pèrsia i establiren relacions comercials.

## Mandat

### Rei dels gots?
Hom ha considerat a Atanaric rei dels gots, però de fet el seu càrrec fou el de jutge i no era pas de caràcter reial. A excepció de períodes de gran inestabilitat interna o de perills externs els gots s'havien governat a través d'un consell aristocràtic, format per prínceps o reis menors, molt possiblement emparentats entre ells. El mandat d'Atanaric coincidí en un moment de crisi important que el posà al capdavant de les tropes godes. No obstant això, ell mateix va diferenciar el càrrec judicial del reial, malgrat que es desconeix quines funcions exercia o què s'entenia per l'exercici del càrrec reial. Així mateix, tenint en compte que la terminologia emprada pels romans, tant en grec com en llatí, no coincidia exactament amb la goda, si bé existia l'equivalència en la paraula «rei» entre rex i reiks, Atanaric preferí que l'anomenessin jutge, perquè aquest terme significava saviesa, mentre rei significava merament poder. Per tant, el títol de jutge donava un poder reial de caràcter parcial i, a més, amb una limitació de temps, si bé patia transformacions en moments especials, com és el cas del mandat d'Atanaric, amb una tendència a la restauració de l'antiga funció reial.

### Guerra amb els romans
A la dècada del 360, vers el 365, comença el seu govern. Durant aquesta dècada, Atanaric va donar suport a Procopi com a pretendent al tron imperial davant de l'hereu legítim, Valent. Atanaric va enviar tropes en suport de Procopi, però van ser massacrades per Valent, el qual va declarar la guerra a Atanaric. La Guerra Gòtica va durar del 367 al 369 i va afectar greument a la població goda. Davant del poder militar romà el cabdill got no tenia possibilitats, tanmateix, malgrat el considerable avantatge de Valent, Atanaric no fou totalment derrotat, tot i que sí que va perdre les batalles va aconseguir evitar una severa derrota, a diferència dels seus predecessors. El 369 el poder persa amenaça l'imperi i Valent acceptà a disgust una oferta de pau d'Atanaric, que deslliurà als gots de l'hegemonia romana i del pagament de tributs. El tractat de Noviodúnum es va dur a terme a una illa del Danubi, car Atanaric refusava trepitjar territori romà.

### Persecució als cristians
Després del tractat, Atanaric s'ocupà dels afers interns del regne. Entre el 369 i el 372 va dur a terme una cruenta persecució contra els gots que s'havien convertit al cristianisme, fossin catòlics o no, la majoria dels quals s'havien convertit després de l'activitat missionera del bisbe Úlfila. Va forçar els convertits a adorar els ídols tribals i a retre sacrificis en el seu honor, si refusaven eren castigats i se'ls cremaven les cases. Atanaric creia que el cristianisme acabaria amb les tradicions de la societat goda, no només perquè allunyà als gots de la religió tradicional, amb uns ídols que probablement representaven ancestres importants o fundadors del poble got, per tant, aquells que s'havien convertit renegaven del seu propi origen i violaven, en certa manera, la integritat de la comunitat, especialment perquè el cristianisme anava fortament lligat amb l'Imperi Romà, que havia promogut, precisament, les missions evangelitzadores al nord del riu Danubi. Atanaric, de fet, actuà com els emperadors romans abans de la conversió al cristianisme, intentava preservar la unitat dels gots forçant als cristians a adherir-se a la religió tradicional. No obstant això, la persecució resultà infructuosa: no aconseguí la unió dels gots, ans al contrari, va fomentar encara més la divisió, amb l'aparició d'un rival, Fritigern, que va qüestionar l'autoritat d'Atanaric a mitjans de la dècada del 370, si bé Atanaric va aconseguir mantenir el seu poder a causa de l'aparició d'una amenaça major comuna: els huns.

### Amenaça huna
Els huns s'havien anat endinsant als territoris orientals europeus aprofitant la guerra entre gots i romans, així com les lluites entre Atanaric i Fritigern. Les seves primeres aparicions foren modestes, però ben aviat la seva pressió fou enorme i va significar la recol·locació dels pobles bàrbars tant a dins com a fora del limes romà. A la part oriental, alguns grups de gots s'hi enfrontaren, amb resultats generalment desastrosos. També una tribu d'ostrogots va ser massacrada, si bé un petit contingent escapà al territori d'Atanaric. L'estiu del 376, Atanaric va ser emboscat per una avançada huna, però sortosament aconseguí escapar amb l'exèrcit intacte. En resposta, Atanaric va iniciar la construcció de fortificacions en el seu territori per defensar-se al mode en què ho feien els romans al llarg de la frontera imperial, però aquesta política va ser ineficaç, els huns van tornar a atacar i derrotaren els gots en batalla prop del Danubi. Després d'aquesta derrota, l'habilitat per retirar-se d'Atanarci va fallar, de fet, va veure les seves línies de subministrament tallades perquè els huns havien ocupat una bona part del territori. Això feu que es qüestionés l'autoritat, el vell rival d'Atanaric, Fritigern, va proclamar-se líder dels gots i la majoria dels tervings el seguiren; Fritigern va demanar el dret d'assentament a l'imperi, que fou concedit per Valent, si bé s'hi enfrontà i morí en la batalla d'Adrianòpolis del 378.

## Exili i mort
Atanaric va quedar amb pocs seguidors, però no va seguir a Fritigern a l'imperi, però com tampoc podia quedar-se a les seves terres, per la pressió dels huns, hagué de desplaçar-se a expenses d'altres pobles bàrbars fins a arribar a la regió dels Carpats, on s'instal·la durant quatre anys amb el que quedava del seus seguidors. El 380, Fritigern es presentà a Atanaric, el qual va ser exiliat amb un cop d'Estat. Malgrat la promesa al seu pare i la seva antiga hostilitat als romans, Atanaric va demanar asil a l'emperador Teodosi el gener del 381, que l'anà a rebre a les portes de Constantinoble i li dedicà una gran benvinguda, que només quedà eclipsada pels funerals d'Atanaric dues setmanes després, el 25 de gener del 381, a la capital imperial oriental.